# Jevon Holland
Jevon Holland (geboren am 3. März 2000 in Coquitlam, British Columbia) ist ein kanadisch-amerikanischer American-Football-Spieler auf der Position des Safeties. Er spielte College Football für die University of Oregon und wurde in der zweiten Runde des NFL Draft 2021 von den Miami Dolphins ausgewählt. Seit 2025 spielt Holland für die New York Giants.

## College
Holland wurde in Coquitlam, British Columbia, geboren und zog 2008 mit seiner Familie nach Pleasanton, Kalifornien. Er besuchte die Bishop O'Dowd High School in Oakland und spielte dort Football als Safety und als Wide Receiver.
Ab 2018 ging Holland auf die University of Oregon, um College Football für die Oregon Ducks zu spielen. Als Freshman kam er in allen Spielen zum Einsatz und fing fünf Interceptions, was der Bestwert in seinem Team war. Außerdem konnte er sechs Pässe abwehren. In der Saison 2019 kam Holland in vierzehn Partien als Stammspieler zum Einsatz und erzielte vier Interceptions, darunter ein Pick Six. Holland stand in der Saison 2020 nicht für Oregon auf dem Feld. Er nahm die wegen der COVID-19-Pandemie in den Vereinigten Staaten bereitgestellte Möglichkeit auf einen Opt-Out wahr, um sich auf den NFL Draft vorzubereiten. In 27 Spielen für die Oregon Ducks kam Holland auf 108 Tackles und neun Interceptions. Neben seiner Position in der Defense wurde er auch als Punt Returner eingesetzt.

## NFL
Holland wurde im NFL Draft 2021 in der zweiten Runde an 36. Stelle von den Miami Dolphins ausgewählt. Damit war er der erste Safety, der in diesem Jahr ausgewählt wurde. Holland kam als Rookie in 16 Spielen zum Einsatz und erzielte dabei 69 Tackles und 2,5 Sacks, zudem verhinderte er zehn Pässe, fing zwei Interceptions, erzwang zwei Fumbles und konnte drei Fumbles aufnehmen. In seiner zweiten NFL-Saison wurde Holland zu einem der Teamkapitäne gewählt. Er erzielte 96 Tackles, fing zwei Interceptions und erzwang einen Fumble. In der Spielzeit 2023 verpasste Holland fünf Spiele verletzungsbedingt und konnte danach bei den Dolphins nicht mehr an seine vorige Form anknüpfen. In der Saison 2024 verzeichnete Holland nur 62 Tackles und keine Interception.
Im März 2025 unterschrieb Holland einen Dreijahresvertrag im Wert von 45,3 Millionen US-Dollar bei den New York Giants.

### NFL-Statistiken
| Saison                             | Saison | Spiele | Spiele      | Tackles | Tackles | Tackles | Tackles | Interceptions | Interceptions | Interceptions | Interceptions | Interceptions | Fumbles | Fumbles | Fumbles |
| Jahr                               | Team   | Spiele | als Starter | Gesamt  | Solo    | Ast     | Sacks   | PD            | INT           | Yds           | Lng           | TD            | FF      | FR      | TD      |
| ---------------------------------- | ------ | ------ | ----------- | ------- | ------- | ------- | ------- | ------------- | ------------- | ------------- | ------------- | ------------- | ------- | ------- | ------- |
| 2021                               | MIA    | 16     | 13          | 69      | 48      | 21      | 2,5     | 10            | 2             | 0             | 0             | 0             | 0       | 3       | 0       |
| 2022                               | MIA    | 17     | 17          | 96      | 77      | 19      | 1,5     | 7             | 2             | 64            | 33            | 0             | 1       | 0       | 0       |
| 2023                               | MIA    | 12     | 12          | 74      | 52      | 22      | 0,0     | 4             | 1             | 99            | 99            | 1             | 3       | 1       | 0       |
| 2024                               | MIA    | 15     | 15          | 62      | 42      | 20      | 1,0     | 4             | 0             | 0             | 0             | 0             | 1       | 0       | 0       |
| Gesamt                             | Gesamt | 60     | 57          | 301     | 219     | 82      | 5,0     | 25            | 5             | 163           | 99            | 1             | 5       | 4       | 0       |
| Quelle: pro-football-reference.com |        |        |             |         |         |         |         |               |               |               |               |               |         |         |         |

## Persönliches
Hollands Vater John Robert Holland spielte als Cornerback in der Canadian Football League (CFL) und der World League of American Football.